# Schausiella denhezorum
Schausiella denhezorum är en fjärilsart som beskrevs av Lemaire 1969. Schausiella denhezorum ingår i släktet Schausiella och familjen påfågelsspinnare. Inga underarter finns listade.